# Sollich

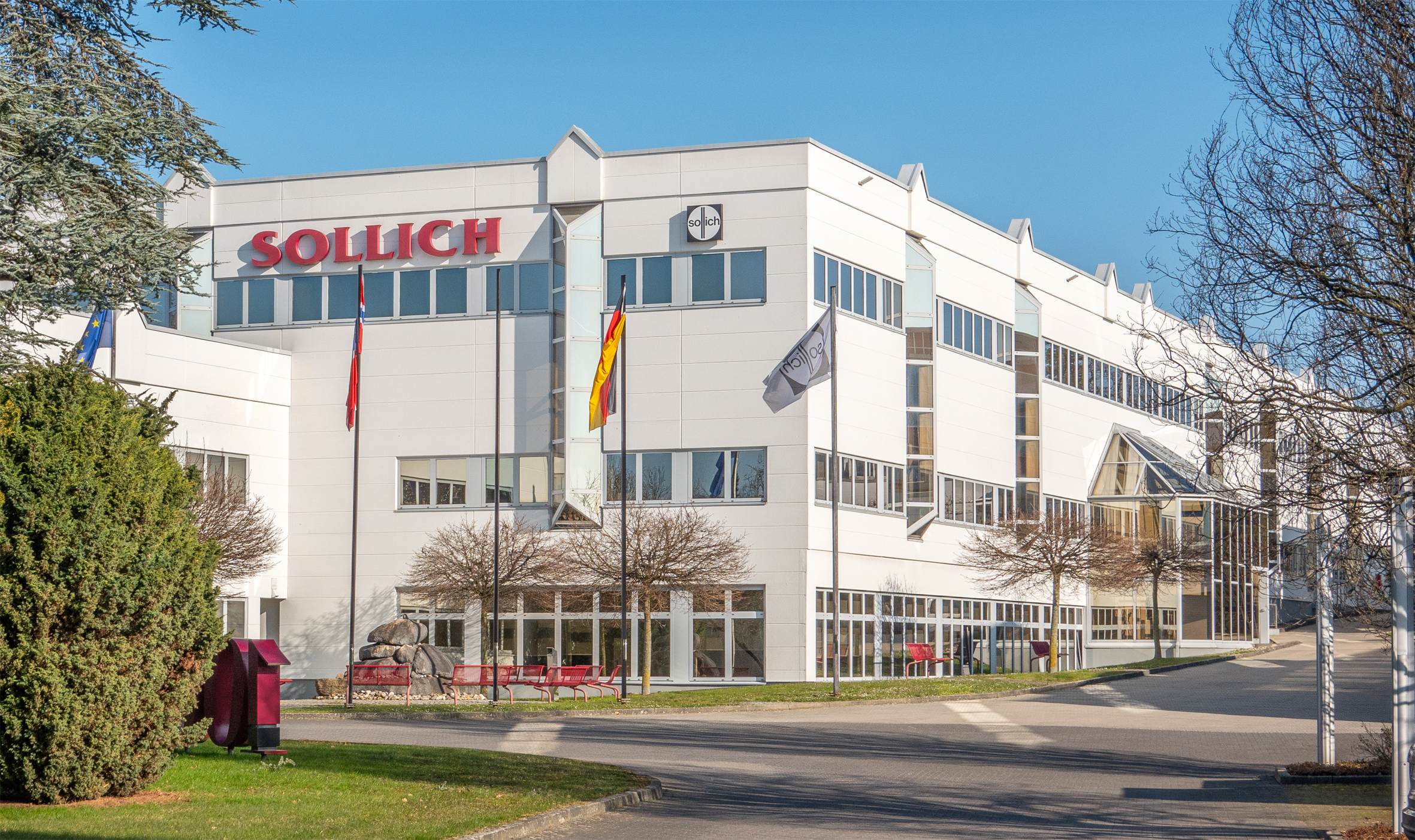
Sollich KG in Bad Salzuflen

Die Sollich KG ist ein mittelständisches Maschinenbauunternehmen in Bad Salzuflen, das Sondermaschinen für die Schokoladen- und Süßwarenindustrie entwickelt, herstellt und international vertreibt. Das Unternehmen wurde 1950 von Robert Sollich gegründet und wird zurzeit vom Enkel Thomas Sollich geleitet. Der Betrieb beschäftigt rund 460 Mitarbeiter.

## Produkte
Sollichs Produktionsprogramm reicht von vollautomatischen Schokoladenüberziehanlagen, Temperiermaschinen, Kühltunneln, Form-, Extrudier- bis hin zu Schneideanlagen.

## Geschichte
1920 gründete Robert Sollich eine Bäckerei in Ratibor in Oberschlesien. Acht Jahre später siedelte Sollich nach Rostock um, wo ein Betrieb für Süßwarenmaschinen entstand. Es wird der Sollkoch erfunden (1. Vakuum-Zuckermaschine). Nach dem Zweiten Weltkrieg (1948) wurde der erste Vakuum-Kocher erfunden, der Super-Sollkoch. 1950 siedelt Robert Sollich nach Bad Salzuflen um, gründet dort die Firma und beginnt somit die Herstellung von Schokolademaschinen. 1957 wird die erste Schokoladeüberziehmaschine mit Umlauftemperierung erfunden. 1966 übernimmt Sohn Helmut Sollich das Unternehmen und macht es im selben Jahr zum größten Hersteller von Schokoladeüberziehanlagen. 1970 wird die Conbar-Riegelanlage entwickelt. 10 Jahre später werden Überziehanlagen für Karamell und Zuckerglasuren entwickelt. 1985 wird das Pralinenformsystem Sollformat entwickelt. Der Turbotemper wird zwei Jahre später die erfolgreichste Temperiermaschine. Sollich wurde zur Weltmarke. 1992 übernimmt die Sollich-Gruppe die Chocotech GmbH aus Wernigerode. 1997 übernimmt der Enkel, Thomas Sollich, die Leitung des Unternehmens. Zur Sollich-Gruppe gehören neben der Chocotech GmbH, die Chocotech Candy-Division mit Werken in Wernigerode und Hannover und das Hauptwerk in Bad Salzuflen, sowie eigene Vertretungen mit Servicekräften in Großbritannien, USA und Sollich Asia in Singapur.